# Raesfeld
Raesfeld (IPA: [ˈraːsˌfɛlt]; in basso tedesco Raosfeld) è un comune della Renania Settentrionale-Vestfalia, in Germania, situato nella regione del Münsterland.
Appartiene al distretto governativo di Münster e al circondario di Borken.